# Maia (sao)
Maia /ˈmeɪə/, được 20 Tauri (viết tắt 20 Tàu), là một ngôi sao trong chòm sao Kim Ngưu. Nó là ngôi sao sáng thứ tư trong cụm sao mở Tua Rua (M45), sau Alcyone, Atlas và Electra, theo thứ tự đó. Maia là một sao khổng lồ xanh thuộc loại quang phổ B8 III, và là một sao mangan thủy ngân.
Maia có cấp sao biểu kiến là 3,871, đòi hỏi bầu trời tối hơn thì mới nhìn thấy. Tổng độ sáng đo được là 660 lần Mặt Trời, chủ yếu ở dải các tia cực tím, điều này cho thấy bán kính của nó gấp 5,5 lần so với Mặt Trời và một khối lượng khoảng gấp 4 lần Mặt Trời.  Nó được nhà thiên văn học Otto Struve cho là một ngôi sao biến quang. Một lớp các ngôi sao được gọi là sao biến Maia đã được đề xuất, bao gồm Gamma Ursae Minoris, nhưng Maia và một số sao khác trong lớp đã được chứng minh là sao ổn định.
Maia được Tinh vân Maia (còn được gọi là NGC 1432), một trong những mảng sáng nhất của tinh vân trong cụm sao Pleiades, bao quanh.

## Thần thoại

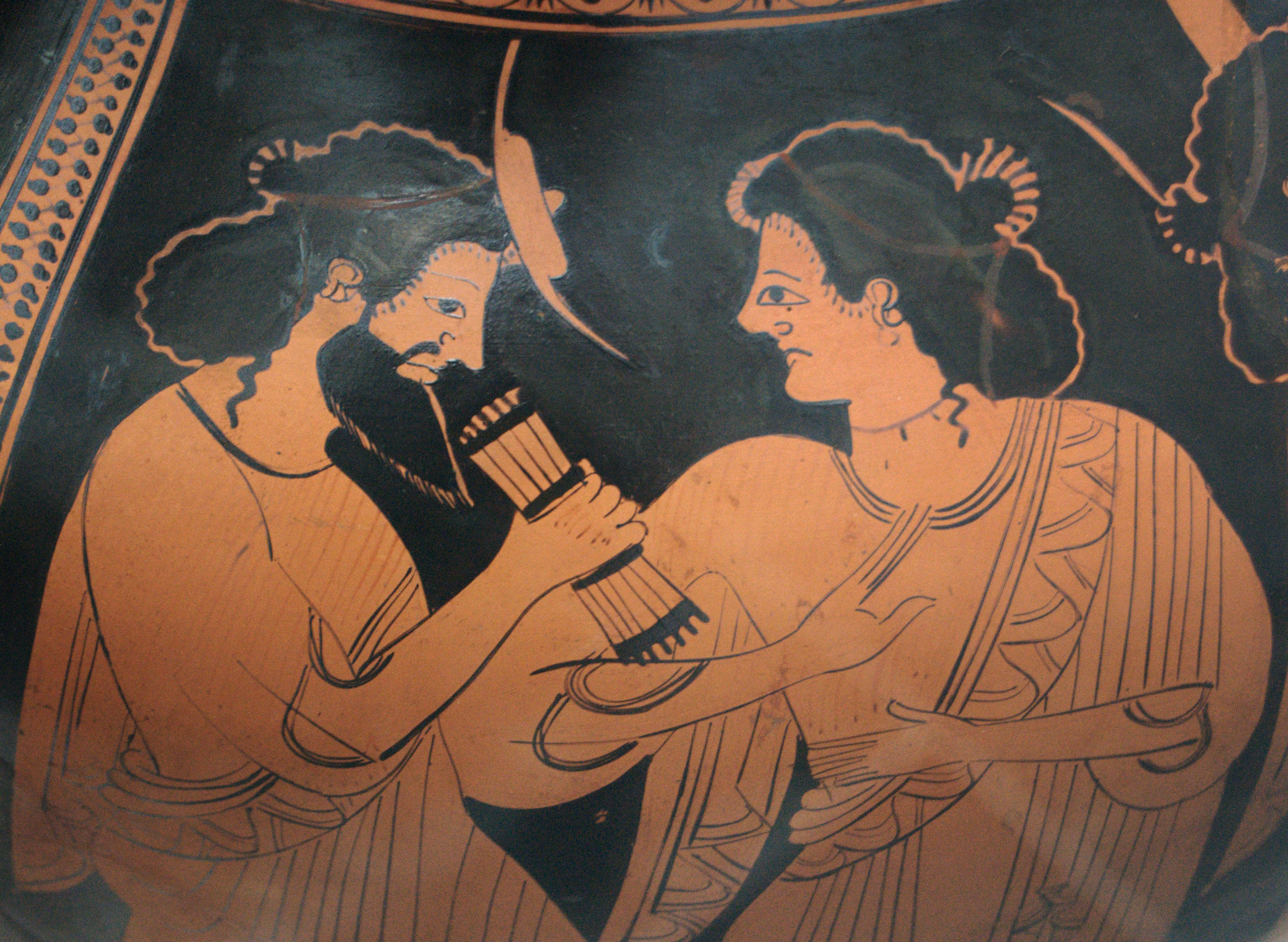
Hội đồng các thần ở Olympus: Hermes với mẹ Maia. Chi tiết trên mặt bên B của một chiếc bình hình bụng màu đỏ, khoảng. 500 TCN.

Maia là người lớn tuổi nhất trong bảy chị em xinh đẹp được biết đến với cái tên Tua Rua. Cô đã được Zeus để ý và tán tỉnh, từ đó thai nghén Hermes, vị thần sứ giả. Khi Maia và Pleiades có thể nhìn thấy trên bầu trời đêm mùa đông cùng với chòm sao Orion, thần thoại Hy Lạp kể về Maia và các chị gái của cô bị thợ săn khổng lồ truy đuổi, và phải biến thành chim bồ câu để được an toàn.